# Onitis hageni
Onitis hageni là một loài bọ cánh cứng trong họ Bọ hung (Scarabaeidae).